# Trebesing
Trebesing  är en ort och kommun  i Österrike. Den ligger i distriktet Spittal an der Drau i förbundslandet Kärnten. 
Kommunen består av 13 orter (Ortschaften) (inom parentes invånarantal 1 januari 2024):

- Aich (126)
- Altersberg (124)
- Großhattenberg (76)
- Hintereggen (11)
- Neuschitz (65)
- Oberallach (50)
- Pirk (30)
- Rachenbach (15)
- Radl (73)
- Trebesing (167)
- Trebesing-Bad (70)
- Zelsach (80)
- Zlatting (259)